# Dave Harper
David Harper (Peckham, Londres, 29 de septiembre de 1938 – Eastbourne, 24 de enero de 2013) fue un futbolista inglés profesional que jugó en la demarcación de centrocampista en la Football League.

## Carrera
David Harper debutó en su primer partido con el Millwall en 1957 a la edad de 19 años. Jugó durante ocho temporadas haciendo un total de 165 apariciones y 4 goles. Posteriormente fue traspasado al Ipswich Town Football Club y seguidamente tras dos años al Swindon Town Football Club. Un año después, en 1968, fue traspasado al equipo en el que se retiró como futbolista, al Leyton Orient. Durante toda su carrera hizo un total de 326 apariciones y un total de 10 goles. Falleció el 23 de enero de 2013 a la edad de 74 años.

## Clubes
| Club                       | País       | Año         |
| -------------------------- | ---------- | ----------- |
| Millwall                   | Inglaterra | 1957 - 1965 |
| Ipswich Town Football Club | Inglaterra | 1965 - 1967 |
| Swindon Town Football Club | Inglaterra | 1967 - 1968 |
| Leyton Orient              | Inglaterra | 1968 - 1971 |